# Andover (Dakota du Sud)
Pour les articles homonymes, voir Andover.
Andover est une municipalité américaine située dans le comté de Day, dans l'État du Dakota du Sud.
Fondée vers 1880, la localité doit probablement son nom à la ville d'Andover dans le Massachusetts.

## Démographie
| 1890 | 1900 | 1910 | 1920 | 1930 | 1940 |
| ---- | ---- | ---- | ---- | ---- | ---- |
| 232  | 225  | 446  | 441  | 322  | 350  |

| 1950 | 1960 | 1970 | 1980 | 1990 | 2000 |
| ---- | ---- | ---- | ---- | ---- | ---- |
| 277  | 224  | 138  | 139  | 106  | 99   |

| 2010 | - | - | - | - | - |
| ---- | - | - | - | - | - |
| 91   | - | - | - | - | - |

Selon le recensement de 2010, Andover compte 91 habitants. La municipalité s'étend sur 0,27 milles carrés (0,7 km2).